# 1661 en France
Chronologie de la France
- 1657
- 1658
- 1659
- 1660
- 1661
- 1662
- 1663
- 1664
- 1665

Cette page concerne l’année 1661 du calendrier grégorien.

## Événements
- 4 janvier : Fouquet achète la baronnie de Kaër[1].
- 18 janvier : d’Aligre, futur chancelier, vient réclamer 4 millions de livres à l’assemblée du clergé ; 15 jours plus tard, le clergé accepte au titre de cadeaux pour le mariage du roi[2].
- 20 janvier : Molière, désormais, dispose de son propre théâtre au Palais-Royal[3].
- 24 janvier : à la sortie du Conseil, Basile Fouquet interpelle son frère. Altercation entre les deux frères dans l’antichambre de Mazarin[4].
- 1er février : l’Assemblée du clergé décide une nouvelle offensive sur le Formulaire[5].

- 6 février : incendie de la petite galerie du Louvre par l’imprudence d’un menuisier, qui travaillait à la préparation d’un ballet[7]. Elle est reconstruite par Le Vau[8].
- 7 février : Mazarin, malade, se fait transporter à Vincennes où est la cour[9].
- 8 février : déclaration du roi qui décide d’entreprendre une grande enquête sur les usurpations de noblesse[10].
- 19, 22, 26 et 28 février[11] : ballet de l’Impatience, dansé par le roi au Louvre[12].
- 20 février : arrivée d’Henriette d’Angleterre à Paris[13].
- 28 février : traité de Vincennes. Charles III de Lorraine recouvre ses duchés, mais cède quelques territoires, ainsi qu’un chemin d’une demi-lieue de large assurant la liaison Metz-Phalsbourg[14].
- 1er mars : mariage de Hortense Mancini à Armand-Charles de La Porte, fils du maréchal de La Meilleraye, « à qu’il avait donné beaucoup de bien, pour porter son nom et ses armes, et on l’appelle le duc de Mazarin »[15].
- 3 mars :
  - ordonnance royale contre le cardinal de Retz et ceux qui ont intelligence et tiennent correspondance avec lui[16].
  - premier testament de Mazarin, qui restitue tous ses biens au roi. Il reçoit le viatique[12].
- 5 mars : on fait réciter pour Mazarin dans toutes les églises de Paris (un privilège réservé aux personnes de sang royal) les prières des Quarante-Heures[17].
- 6 mars :
  - Claude Joly, curé de Saint-Nicolas-des-Champs est appelé en plein sermon pour assister Mazarin à Vincennes[9].
  - Mazarin dicte son testament définitif dont le légataire universel est le marquis de La Meilleraye. Le même jour, Louis XIV renonce au legs universel et approuve ce second testament. Deux millions de livres sont consacrés à la fondation du collège des Quatre-Nations pour l’éducation de soixante jeunes nobles des provinces récemment annexées (Alsace, Pignerol, Artois, Roussillon), avec les revenus de l’abbaye de Saint-Michel-en-l’Herm (34 000 livres) et 45 000 livres de rentes sur l’Hôtel de ville de Paris. Mazarin lègue également sa bibliothèque au nouvel établissement qui doit être ouverte à tous les gens de lettres deux fois par semaine[12]. Mazarin désigne cinq exécuteurs testamentaires : Lamoignon, Le Tellier, Ondedei, Fouquet, Colbert[18]. Le Vau va édifier ce qui est aujourd’hui l’Institut de France.
- 6 mars - 17 avril : Bossuet prêche le Carême aux Grandes Carmélites à Paris (sur la pénitence, sur la parole de Dieu, sur le danger des rechutes, sur l’ambition, sur la haine de la vérité, sur les souffrances, sur la Passion, sur l’homme, temple de Dieu)[19].
- 7 mars : Mazarin reçoit l’extrême onction[9].
- 8 mars : Colbert est nommé intendant des finances[20].

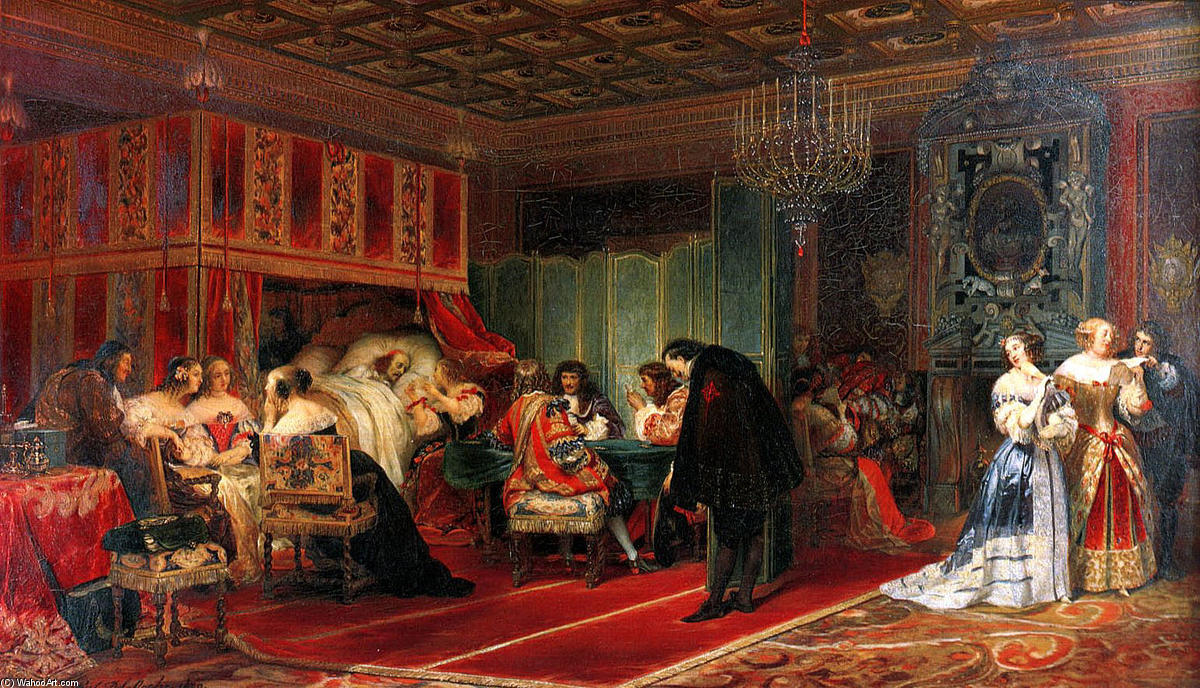
9 mars : mort de Mazarin, toile de Paul Delaroche

- 9 mars : vers deux heures du matin, mort de Jules Mazarin[17]. Choisy raconte que Mazarin aurait dit : « Je vous dois tout, Sire, mais je crois m’acquitter en quelque manière en vous donnant Colbert[21]. » Selon Colbert, Mazarin aurait mis en garde Louis XIV contre Fouquet[22]. Louis XIV tient aussitôt conseil avec Lionne, Le Tellier, Fouquet et Loménie de Brienne, qui rapporte l’événement. Il prend ses dispositions pour assumer directement le pouvoir[23].

- 10 mars : conseil élargi à sept heures du matin réunissant le chancelier Pierre Séguier, les principaux ministres (Fouquet, Le Tellier, Lionne), et les secrétaires d’État (La Vrillière, Duplessis-Guénégaud, Loménie de Brienne et son fils). Louis XIV annonce à Vincennes qu’il gouvernera par lui-même. Tous les ministres sont congédiés, à l’exception de Lionne (affaires étrangères), Le Tellier (Guerre) et Fouquet (Finances)[23].
- 15 mars : Guy de Bar, fidèle de Mazarin, maréchal de camp (28 janvier 1649), chargé de conduire les princes de Marcoussis au Havre en 1650, lieutenant général le 10 juillet 1652 est nommé par le roi gouverneur d’Amiens[25].
- 19 mars : Bossuet prononce le Panégyrique de saint joseph devant Anne d’Autriche ; par lettres patentes du 12 mars, Louis XIV a décrété jour chômé dans tout le royaume le jour de la fête de Saint Joseph, le 19 mars[26].
- 31 mars : mariage de Monsieur et d’Henriette d’Angleterre[27].
- Mars : création d’une Académie royale de danse, lettres patentes enregistrées au parlement le 30 mars 1662[28].
- 10 avril : arrêt du Conseil d’État instituant une Commission du commerce[29], chargée de stimuler l’économie. Elle est présidée par Fouquet, assisté de Colbert, Pierre Clément, Étienne d’Aligre et Denis Marin[30].
- 13 avril : arrêt du Conseil d’État prescrivant à tous les ecclésiastiques la signature du formulaire antijanséniste rédigé en février par l’Assemblée du clergé[5].
- 19 avril : Marguerite-Louise d’Orléans, fille de Monsieur Gaston, épouse Cosme de Médicis, grand-duc de Toscane en 1670[31].
- 20 avril - 4 décembre : la cour est à Fontainebleau[32]. À partir de juillet, le roi entame une liaison avec Louise de La Vallière, demoiselle d’honneur de Madame[33].
- 20 avril : mort de César, marquis d’Aumont et gouverneur de Touraine, neveu du maréchal de France Jean d’Aumont, dit le Franc Gaulois (1552-1595). Louis XIV refuse à Gilles Fouquet, dernier frère de Nicolas Fouquet, la survivance du gouvernement de Touraine qu’il confie à François Honorat de Beauvilliers, comte de Saint-Aignan[34].
- 23 avril : les pensionnaires et les postulantes de Port-Royal sont expulsées[35].
- 3 mai : Aubeville, homme de confiance du roi part pour Rome, porteur d’une lettre demandant au pape de reprendre le procès de Retz. Dans les semaines qui suivent, en dépit de toutes les manifestations d’hostilité que Louis XIV prodigue à Retz, Charles II d’Angleterre fait intervenir diverses personnalités en sa faveur : la princesse Henriette, l’évêque de Rodez Hardouin de Péréfixe, ancien précepteur du roi, Barthet, homme de confiance de Mazarin. Sans succès[24].
- 4 mai : Louis XIV prend la décision de la disgrâce de Fouquet, mais la garde secrète[36].
- 7 mai : François de Nuchèze, protégé de Fouquet, est fait vice-amiral, « intendant général de la marine, de la navigation et commerce de France » pour le Ponant[37].
- 19 mai : contribution de 30 000 livres imposée au Boulonnais malgré la conclusion de la paix, à l’origine de la Révolte des Lustucru[38].
- 8 juin : les vicaires généraux de Retz, de Conte et Hodencq, publient un mandement par lequel ils autorisent la signature obligatoire du Formulaire condamnant Jansénius, en réservant la distinction du droit et du fait[5]. Les jansénistes peuvent ainsi accepter de condamner les cinq propositions incriminées (le droit), tout en prétendant que Jansénius n’en est pas l’auteur (le fait). Du coup, Retz devient suspect de jansénisme, car le gouvernement royal lui attribue l’initiative de ses grands vicaires[24]. Il doit écrire au pape pour se disculper. Le pape autorise le nonce à juger les vicaires par un bref du 1er août. Les vicaires obéissent par un second mandement qui révoque le premier[39]. En 1662, l’affaire Créqui à Rome rompt l’action commune du roi et du pape contre le jansénisme.
- 10 et 17 juin : lettres de Colbert de Terron à Colbert chargé d’enquêter par son cousin sur les travaux effectués secrètement par Fouquet à Belle-Île[40]. Colbert de Terron a envoyé un navire pour espionner Belle-Île. Le surintendant continue de fortifier cette place, il y tient une garnison de 200 hommes, y possède 400 pièces de canon, des bombes, des mortiers, des armes pour 6 000 hommes, des navires de guerre[41].
- 22 juin : les religieuses de Port-Royal n’acceptent de signer le formulaire que moyennant une clause explicative[42].
- 23 juin : le projet de mariage entre Charles II d’Angleterre et la princesse de Bragance (Portugal) est arrêté. C’est un envoyé de Fouquet, La Bastide de la Croix qui arrange l’alliance[43].
- 24 juin : première de L’École des maris de Molière à Paris. Succès immédiat[44].
- 27 juin : la reine mère emmène Henriette d’Angleterre quelques jours à Mennecy chez le maréchal de Villeroy, puis à Dampierre, chez la duchesse de Chevreuse. Il s’agit de l’éloigner du roi[45].

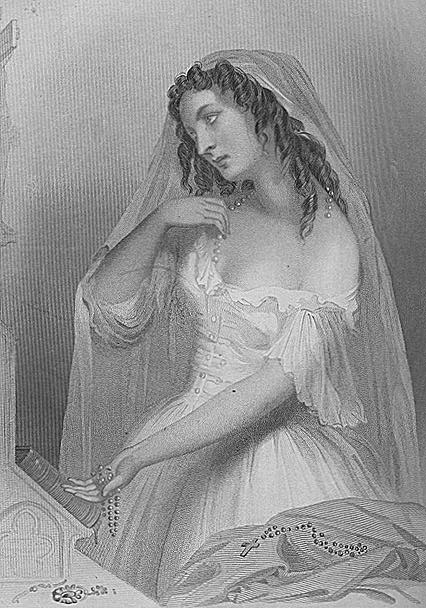
Louise de La Vallière.

- Début juillet : le prix du setier de froment de la meilleure qualité vendu à Paris atteint 25 livres. Il n’était que de 15 en juillet 1660[46].
- 4 juillet : lettre de Retz à la reine mère Anne d’Autriche. Il remet ses intérêts entre les mains de cette dernière, et parle maintenant de démissionner s'il le faut. Il ne reçoit pas de réponse. Alors s’engagent les négociations décisives avec le pouvoir royal. Au nom de Retz, ses amis Montrésor et Pénacors vont sonder le secrétaire d’État Le Tellier pour savoir à quelles conditions le proscrit pourrait se réconcilier avec le roi. Le Tellier répond en invitant Retz à faire lui-même des propositions[24].
- 11 juillet : fête éclatante de Vaux pour la Cour. On y joue L’École des maris de Molière[47].
- 22 juillet : le marquis de Créquy, protégé de Fouquet, prête serment pour la charge de capitaine général des galères[48]. Cette nomination permet à Fouquet de prendre le contrôle la flotte de Toulon et de Marseille. Louis XIV l’apprend et s’en montre très irrité[49].
- 23 juillet : le ballet des Saisons est dansé à Fontainebleau[32]. Louise de La Vallière y joue un rôle de Nymphe. Elle devient la maîtresse de Louis XIV[50].
- 28 juillet : nouveau rapport secret de Colbert de Terron à Colbert ; d’après deux officiers de marine interrogés par un des espions de Terron, Fouquet ambitionne de faire de Belle-Île une tête de pont du commerce colonial avec la Martinique. Colbert de Terron dénonce un prétexte pour détenir des navires de guerre[51].
- 8 août : un arrêt du conseil de la Martinique, convoqué par le gouverneur Vaudroques, interdit à Beaujeu et Decasseaux, hommes de Fouquet de fortifier, d’agrandir leur propriété ni d’embaucher plus six ouvriers par an[52]. Fouquet a acheté en sous-main l'habitation de Trois-Rivières, à Sainte-Luce, et la fait fortifier pour en faire un port qui relie Belle-Île[53].
- 12 août : Fouquet vend sa charge de procureur à Achille de Harlay[54].
- 16 août : le privilège de l’ancienne compagnie des îles d’Amérique est révoqué par un arrêt du conseil ; « au lieu d’exploiter les terres, elle les vendait ; au lieu de civiliser les sauvages, elle les exterminait malgré les remontrances des missionnaires »[55]

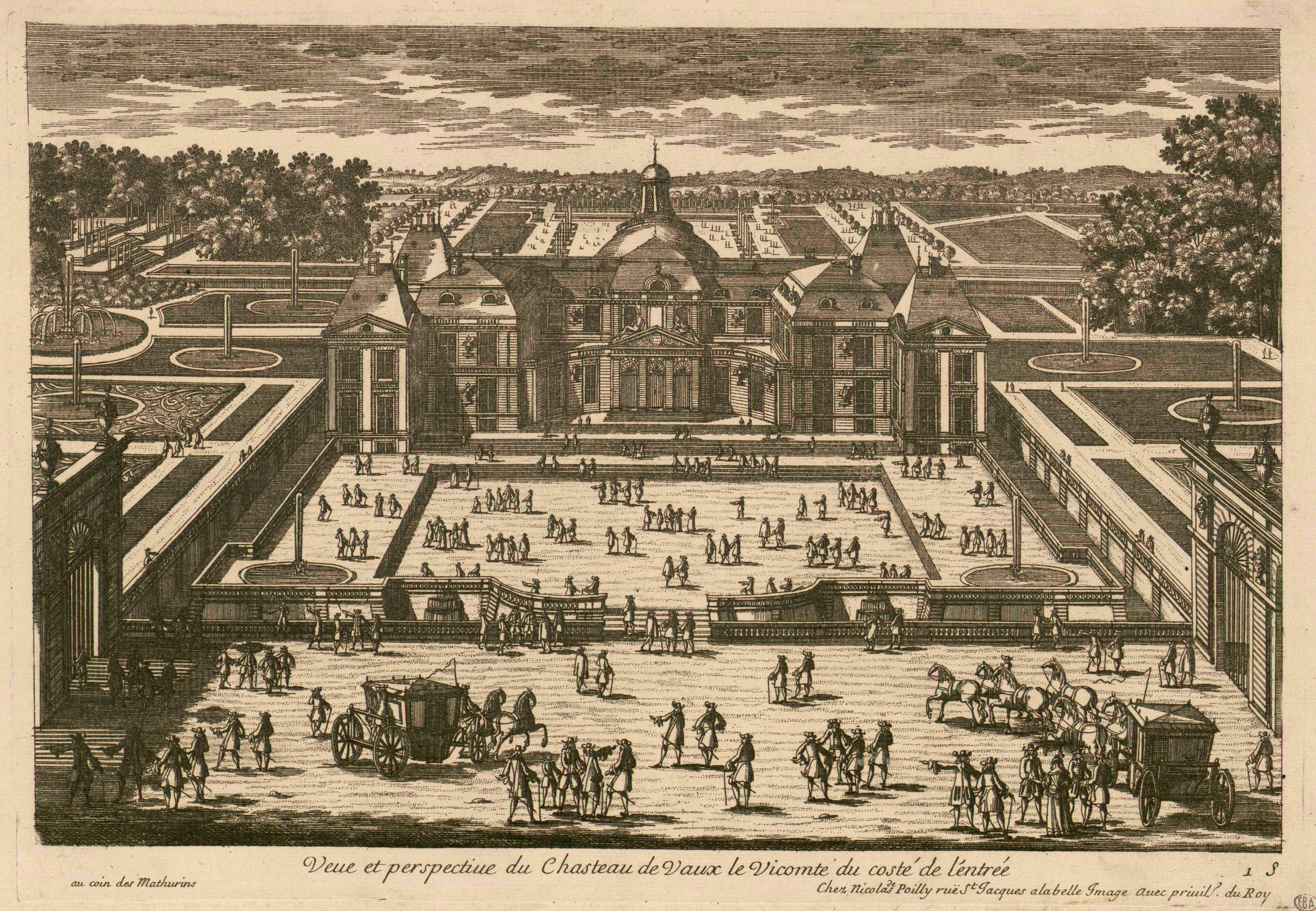
Château de Vaux-le-Vicomte. Gravure anonyme du XVIe siècle.

- 17 août : Fouquet reçoit le roi et la cour à Vaux-le-Vicomte[56]. La troupe de Molière donne la première représentation de la comédie-ballet Les Fâcheux[47]. Cette fête est celle qui passe pour être à l’origine de la disgrâce de Fouquet.
- 18 août : ouverture des états de Bretagne à Nantes, convoqué par lettre patente en juillet par Louis XIV[57]. Le 20 août, ils demandent au commissaires du roi la révocation du privilège exclusif consenti à Gargot (une créature de Fouquet) sur la pêche à la morue à Terre-Neuve[58].
- 25 août : conseil où Louis XIV propose de supprimer les dépenses du comptant (dépenses secrètes). Fouquet aurait dit : « Je ne suis donc plus rien ? »[59].
- 28 août :
  - lettre du cardinal de Retz à Le Tellier. Retz suggère la transaction suivante : il restera archevêque en titre, mais se retirera là où on lui ordonnera d'aller, un évêque suffragant administrant le diocèse à sa place. Le Tellier, en réponse, exige une démission pure et simple, préalable à des compensations financières ou autre. Les négociations se poursuivent. À l’automne, Le Tellier lui offre l’abbaye de Saint-Denis en commende (revenu de cent vingt mille livres par an), soixante mille livres sur les revenus passés de l’archevêché, l’amnistie pour ses amis et le rétablissement dans leurs fonctions des ecclésiastiques disgraciés par sa faute. En décembre, Retz, qui n’a plus le sou, cède. De Bruxelles, il convient avec Le Tellier de se retirer dans sa seigneurie de Commercy. Là, il signe sa démission de l’archevêché de Paris[60].
  - départ de Fontainebleau de Fouquet, accompagné de son épouse et de Lionne. Fouquet souffre de crises répétées de paludisme. Ils s’embarquent à Orléans sur une cabane, suivis par Le Tellier et Colbert, et arrivent à Nantes le 31 juillet[61],[62].
- 29 août : départ du roi de Fontainebleau pour Nantes[60].
- 30 août : les reliques de saint Gaudens, martyr tué par les Wisigoths vers 475, reprennent leur place initiale à la collégiale de Saint-Gaudens (Haute-Garonne)[63].
- 1er septembre : arrivée du roi à Nantes[61]. Il prépare avec Le Tellier l’arrestation de Fouquet qui doit être envoyé à la prison d’Angers[61].
- 2 septembre : 
  - le roi convoque d’Artagnan. Il est également fiévreux et se présente mauvais état devant le roi. Le roi reporte l’arrestation de deux ou trois jours pour que d’Artagnan se soit rétabli[62].
  - les états de Bretagne votent par acclamations un don gratuit de 3 millions de livres[64].
- 4 septembre : le roi charge le jeune Brienne de s’informer de la santé de Fouquet. Ce-dernier lui confie qu’il croit en la disgrâce de Colbert[61]. À midi, d’Artagnan, rétabli, se présente au roi qui lui donne oralement l’ordre d’arrêter Fouquet. Il lui demande une confirmation écrite[62]. Plus tard, Fouquet est convoqué au Conseil pour le lendemain matin avant la chasse[61].

- 5 septembre :

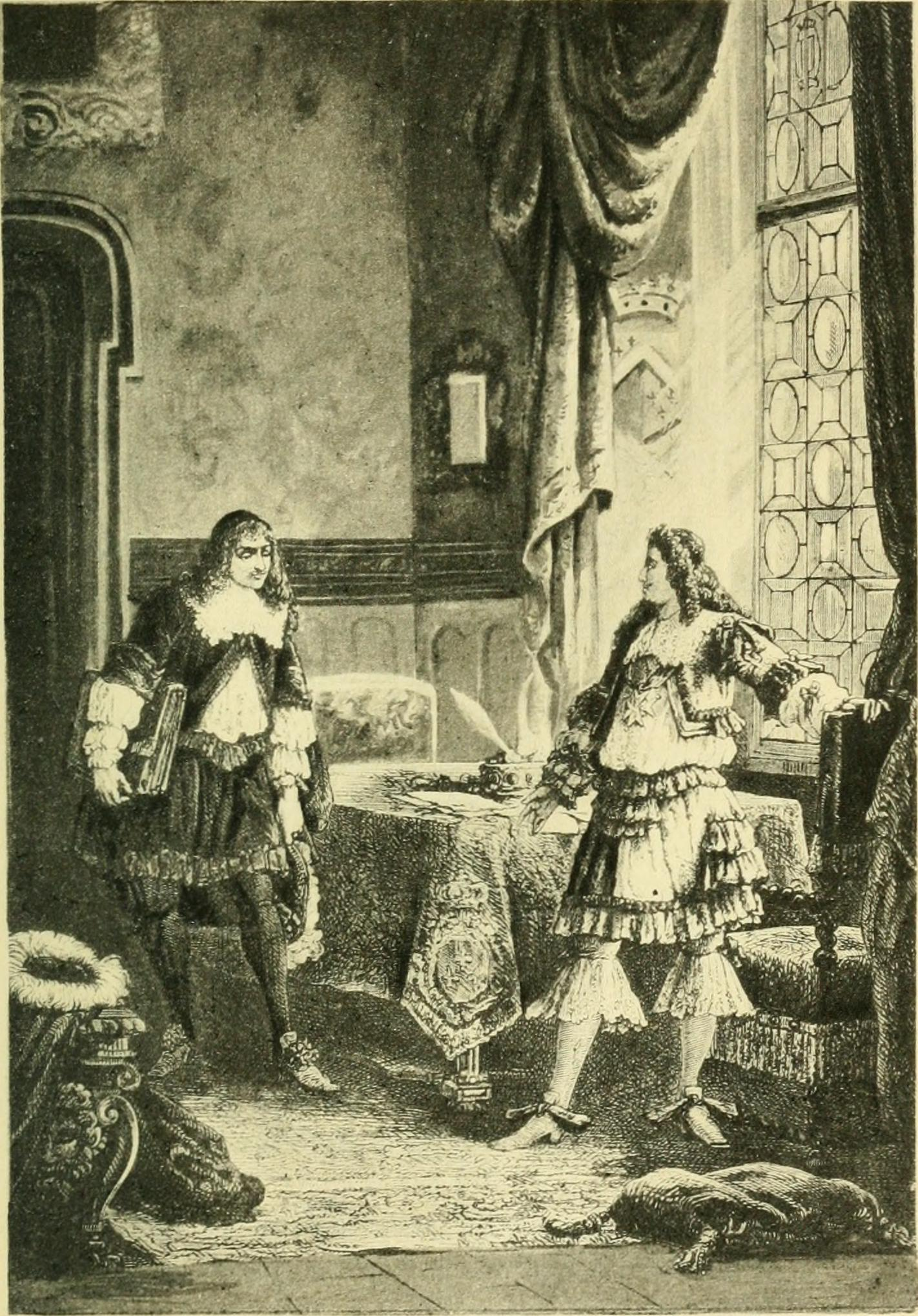
5 septembre : Louis XIV démet Nicolas Fouquet, qui est arrêté. Illustration de 1905.

  - le roi tient Conseil jusqu’à 11 h. Louis XIV retient un instant Fouquet pour qu’il sorte seul. D’Artagnan, avec quinze mousquetaires, arrête Fouquet place de la cathédrale[62],[61]. Son secrétaire, Paul Pellisson, est arrêté lui aussi par les mousquetaires et enfermé au château de Nantes[65].
  - la garnison Belle-Île, commandée par le comte de Treille en l’absence du gouverneur, se soumet sans résistance à Jézun, lieutenant des gardes du roi à la tête d’une petite troupe[66].
- 7 septembre : Fouquet arrive au château d’Angers. Il est malade, forte fièvre. Son médecin Jean Pecquet et son valet de chambre La Vallée sont enfermés avec lui[65].
- 7, 8 et 13 septembre : des scellés sont apposés dans les diverses maisons de Fouquet à Paris, à Saint-Mandé et à Vaux, dans son appartement du château de Fontainebleau et dans sa chambre du palais du Louvre. Il est ensuite procédé à l’inventaire des papiers du surintendant[67].
- 12 septembre, Fontainebleau : suppression au Conseil du roi de la surintendance[62].
- 15 septembre : création du Conseil royal des finances[33]. Jusqu’en janvier 1671, Louis XIV gouverne aidé de la triade : Le Tellier, de Lionne et  Colbert. Le roi signe les ordonnances.
- 10 octobre : à Londres, une querelle de préséance entraîne une rixe entre les suites du comte d’Estrade, ambassadeur de France, et du baron de Vatteville, ambassadeur d’Espagne[68].

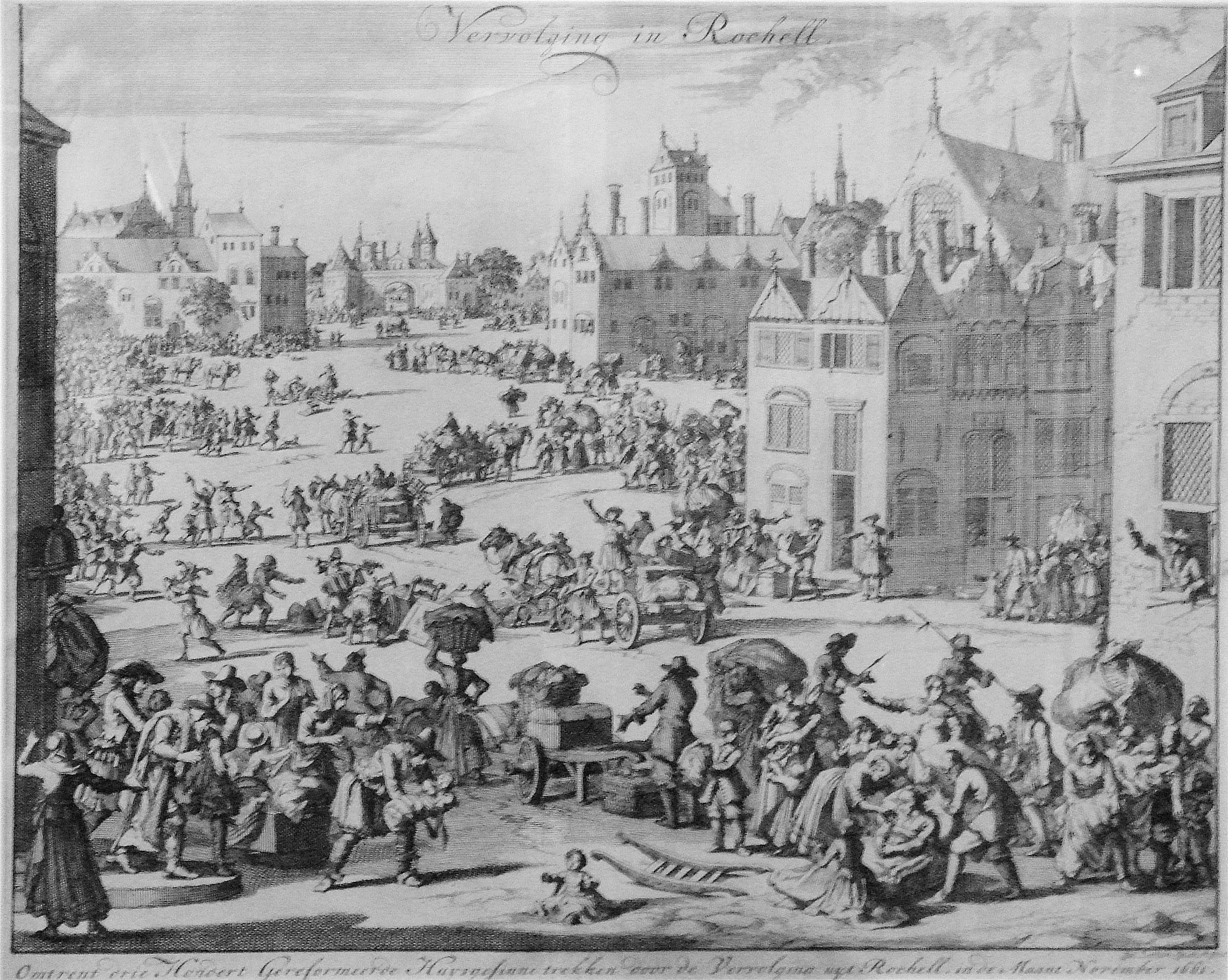
Expulsion de la Rochelle de 300 familles protestantes.

- 14 octobre : ordonnance de l’intendant de Brouage et d’Aunis Charles Colbert du Terron enjoignant aux protestant de la Rochelle en contravention avec les édits de quitter la ville, confirmée par un arrêt du Conseil d’État le 11 novembre. Plus de 400 familles doivent quitter la ville[69].
- 1er novembre : naissance du « Grand Dauphin » Louis de France, fils de Louis XIV et de Marie-Thérèse d’Autriche[32].
- 5 novembre : le duc de Créquy est nommé ambassadeur extraordinaire auprès du Saint-Siège à Rome[48]
- 15 novembre : édit royal créant la Chambre de justice, enregistrée par le Parlement de Paris le 18 novembre. Il s’agit de rechercher « les abus, malversations commis dans les finances depuis 1635 ». Elle siége jusqu’en juillet 1665 et contraint les financiers à composer[70],[71].
- 22-25 novembre : Paul Pellisson est transféré du château de Nantes au château d’Angers où il rejoint Fouquet[65].
- 24 novembre : conversion de Mme de Longueville au jansénisme[72].
- 1er décembre : Fouquet va mieux. On le déplace avec Pelisson, son médecin et son valet de chambre au château d’Amboise où il arrive le 4 décembre[65].
- 3 décembre : séance d’ouverture de la Chambre de justice dans la salle du conseil du Palais de Justice[70]. La chambre se déplace bientôt dans une dépendance de la cour des monnaies[65]. Beaucoup de financiers sont incarcérés en même temps que Fouquet, une soixantaine.
- 5 décembre : retour de la cour à Paris[32].
- 6-13 décembre : Pelisson est transféré d’Amboise à la Bastille[65].
- 8 décembre : immaculée Conception. Louis XIV et la reine sont à Chartres pour faire leurs dévotions. Ils en avaient fait le vœu pour la naissance du dauphin[73].
- 24 décembre : Fouquet part d’Amboise pour la prison de Vincennes où il arrive le 31 décembre[65].
- 28 décembre : béatification de François de Sales[74].